# Micky Adams
Michael Richard Adams, detto Micky (Sheffield, 8 novembre 1961), è un ex calciatore e allenatore di calcio inglese, di ruolo difensore.

## Carriera

### Club
Ha giocato con Gillingham, Coventry City, Leeds United, Southampton, Stoke City, Fulham, Swansea City e Brentford.

### Allenatore
Ha allenato Fulham, Swansea City, Brentford, Nottingham Forest, Brighton & Hove Albion, Leicester City, Coventry City, Port Vale, Tranmere Rovers e Sligo Rovers.

## Palmarès

### Giocatore

#### Competizioni nazionali
- Coppa d'Inghilterra: 1

Coventry City: 1986-1987

### Allenatore

#### Competizioni nazionali
- Campionato inglese di quarta divisione: 1

Brighton&Hove: 2000-2001